# Integración europea

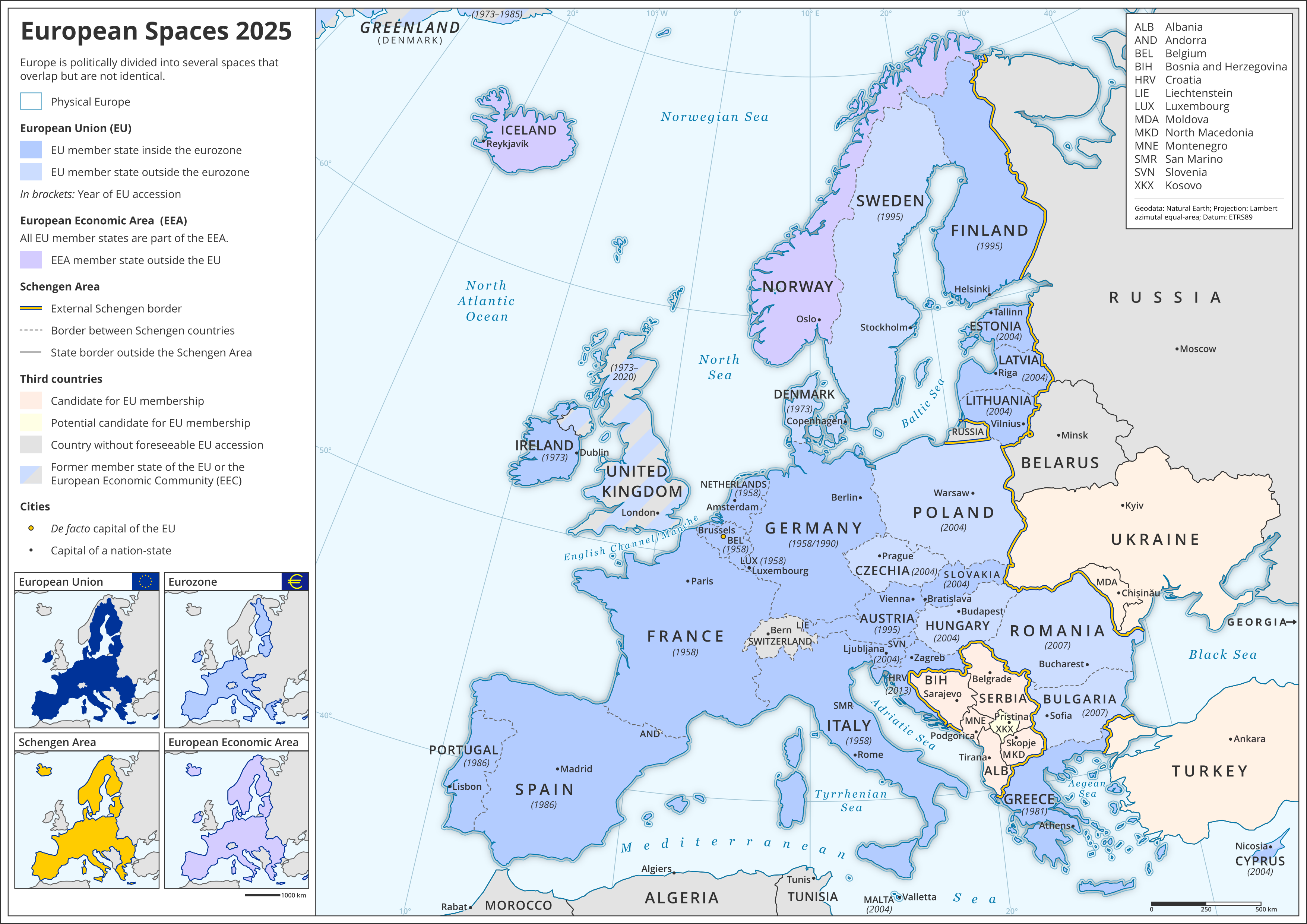
Diferentes niveles de integración europea.

La integración europea o llamada también unificación europea, es el proceso de integración política, económica, industrial, militar, jurídica, social y cultural de los países europeos, total o parcialmente. Actualmente la integración europea se produce principalmente a través de la Unión Europea (1993), aunque los predecesores de ésta datan de mucho antes, las denominadas Comunidades Europeas (1951/1957/1958). 
La integración europea se considera la más exitosa al haber conseguido en la práctica los objetivos que en la teoría se planteaban, aún habiendo grandes obstáculos como la barrera lingüística entre los Estados europeos.

## Historia

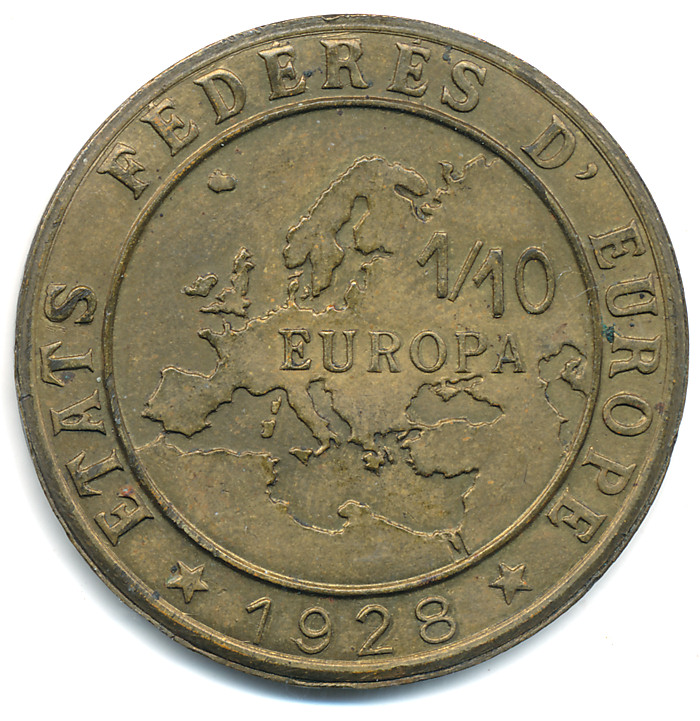
Una moneda de "Europa" de 1928 para los hipotéticos "Estados Federados de Europa" (États fédérés d'Europe).

En la antigüedad, el Imperio romano trajo consigo la integración de múltiples territorios europeos y mediterráneos. Las numerosas reivindicaciones posteriores de sucesión del Imperio romano, así como del propio Imperio Clásico, se han reinterpretado ocasionalmente a la luz de la integración europea posterior a 1950 como fuente de inspiración y precedentes históricos.
Tras la catástrofe de la Primera Guerra Mundial, pensadores y visionarios de una variedad de tradiciones políticas empezaron a plantear nuevamente la idea de una Europa unificada políticamente. A principios de la década de 1920, se fundaron (o refundaron) una serie de organizaciones internacionales para ayudar a los partidos políticos de ideas afines a coordinar sus actividades. Estos iban desde el Comintern (1919), a la Internacional Laborista y Socialista (1921) a la Entente Radical y Democrática de los partidos progresistas de centro-izquierda (1924), a la Internacional Verde de los partidos campesinos (1923), a la derecha Secretaría Internacional de Partidos Demócratas inspirados en el cristianismo (1925) Si bien el mandato de estas internacionales era global, el predominio de los partidos políticos de Europa significó que facilitaron la interacción entre los partidarios de una ideología determinada, a través de las fronteras europeas. Dentro de cada tradición política, surgieron voces que abogaban no solo por la cooperación de varios partidos nacionales, sino por la búsqueda de instituciones políticas a nivel europeo.
Uno de los primeros en articular este punto de vista fue Richard Coudenhove-Kalergi, quien esbozó una visión conservadora de la unidad europea en su manifiesto Pan-Europa (1923). El Primer Congreso Paneuropeo tuvo lugar en Viena en 1926, y la asociación contaba con 8000 miembros en el momento del desplome de Wall Street. El objetivo era una Europa específicamente cristiana y, por ende, católica. El funcionario británico y futuro ministro conservador Arthur Salter publicó un libro en defensa de los Estados Unidos de Europa en 1933.
En contraste, el comisario (ministro) soviético León Trotski levantó el lema "Por unos Estados Unidos de Europa soviéticos " en 1923, defendiendo una Europa unida según los principios comunistas.
Entre los partidos liberal-democráticos, el de centro-izquierda francés emprendió varias iniciativas para agrupar partidos de ideas afines de los estados europeos. En 1927, el político francés Emil Borel, líder del Partido Radical de centro izquierda y fundador de la Internacional Radical, creó un Comité Francés de Cooperación Europea, y otros veinte países establecieron comités equivalentes. Sin embargo, siguió siendo una empresa de élite: el comité más grande, el francés, tenía menos de seiscientos miembros, dos tercios de los cuales eran parlamentarios. Dos primeros ministros franceses de centro izquierda fueron más lejos. En 1929, Aristide Briand pronunció un discurso en presencia de la Asamblea de la Sociedad de Naciones en el que propuso la idea de una federación de naciones europeas basada en la solidaridad y en la búsqueda de la prosperidad económica y la cooperación política y social. En 1930, a petición de la Liga, Briand presentó un Memorando sobre la organización de un sistema de Unión Federal Europea. Al año siguiente, el futuro primer ministro francés Édouard Herriot publicó su libro Los Estados Unidos de Europa. De hecho, ya existía un modelo para tal sistema, en la forma de la unión aduanera y monetaria belga y luxemburguesa de 1921.
El apoyo a las propuestas del centro-izquierda francés provino de una serie de figuras prestigiosas. Muchos economistas eminentes, conscientes de que la carrera económica a la baja entre los estados estaba creando una inestabilidad cada vez mayor, apoyaron la opinión: entre ellos se encontraba John Maynard Keynes. El politólogo y economista francés Bertrand Jouvenel recordó un estado de ánimo generalizado después de 1924 que pedía una "armonización de los intereses nacionales según las líneas de la unión europea, con el propósito de la prosperidad común". El filósofo y político español, Ortega y Gasset, expresó una posición compartida por muchos dentro de la España republicana: "La unidad europea no es una fantasía, sino la realidad misma; y la fantasía es precisamente lo contrario: la creencia de que Francia, Alemania, Italia o España son realidades sustantivas e independientes". Eleftherios Venizelos, primer ministro de Grecia, esbozó su apoyo del gobierno en un discurso de 1929 al decir que "los Estados Unidos de Europa representarán, incluso sin Rusia, una potencia lo suficientemente fuerte como para hacer avanzar, hasta un punto satisfactorio, la prosperidad de los otros continentes también".
Entre las dos guerras mundiales, el estadista polaco Józef Piłsudski concibió la idea de una federación europea que llamó Międzymorze ("Intersea" o "Between-seas"), conocida en inglés como Intermarum , que era una versión polaca de Mitteleuropa.
La Gran Depresión, el auge del fascismo y el comunismo y, posteriormente, la Segunda Guerra Mundial impidieron que los movimientos de entreguerras obtuvieran más apoyo: entre 1933 y 1936, la mayoría de las democracias que quedaban en Europa se convirtieron en dictaduras, e incluso la España de Ortega y la Grecia de Venizelos se habían hundido en guerras civiles. Pero aunque los partidarios de la unidad europea, ya sean socialdemócratas, liberales o democristianos, estuvieron fuera del poder durante la década de 1930 e incapaces de poner en práctica sus ideas, muchos se encontrarían en el poder en las décadas de 1940 y 1950, y mejor ubicados para poner en práctica sus anteriores remedios contra la crisis económica y política.
Al final de la Segunda Guerra Mundial, el clima político continental favoreció la unidad en los países europeos democráticos, vista por muchos como un escape de las formas extremas de nacionalismo que habían devastado el continente. En un discurso pronunciado el 19 de septiembre de 1946 en la Universidad de Zürich en Suiza, Winston Churchill postuló los Estados Unidos de Europa. Sin embargo, el mismo discurso contiene comentarios, citados con menos frecuencia, que dejan en claro que Churchill inicialmente no vio a Gran Bretaña como parte de estos Estados Unidos de Europa:
"Los británicos tenemos nuestra propia Commonwealth of Nations  ... ¿Y por qué no debería haber un grupo europeo que pudiera dar un sentido de patriotismo ampliado y ciudadanía común a los pueblos distraídos de este continente turbulento y poderoso y por qué no debería ocupar el lugar que le corresponde? con otros grandes grupos en la configuración de los destinos de los hombres?  ... Francia y Alemania deben tomar la iniciativa juntas. Gran Bretaña, la Commonwealth of Nations británica, la poderosa América [,] y yo confiamos en la Rusia soviética —porque entonces todo iría bien— deben ser los amigos y patrocinadores de la nueva Europa y deben defender su derecho a vivir y brillar. Debemos construir una especie de Estados Unidos de Europa. Sólo así, cientos de millones de trabajadores podrán recuperar las simples alegrías y esperanzas que hacen que la vida valga la pena." Winston Churchill

## Teorías de la integración
La cuestión de cómo evitar las guerras entre los Estados-nación fue esencial para las primeras teorías. El federalismo y el funcionalismo propusieron la contención del estado-nación, mientras que el transaccionalismo buscó teorizar las condiciones para la estabilización del sistema del estado-nación.
Una de las teorías más influyentes de la integración europea es el neofuncionalismo, desarrollada por Ernst B. Haas (1958) e investigada más a fondo por Leon Lindberg (1963). Esta teoría se centra en los efectos secundarios de la integración, lo que conduce a una mayor integración. Por el contrario, la otra gran teoría influyente en los estudios de integración, el intergubernamentalismo liberal, se centra en las preferencias estatales que se realizan a través de la negociación. Esta teoría fue desarrollada por Andrew Moravcsik en la década de 1990, basándose en el trabajo "intergubernamentalista" de Stanley Hoffman y otros. Sigue siendo muy influyente. El importante debate entre neofuncionalismo e intergubernamentalismo liberal sigue siendo fundamental para comprender el desarrollo y los reveses de la integración europea.
A medida que el mundo empírico ha cambiado, también lo han hecho las teorías y, por tanto, la comprensión de la integración europea. Hoy en día hay un enfoque relativamente nuevo en la compleja formulación de políticas en la UE y la gobernanza multinivel (MLG) que intenta producir una teoría del funcionamiento y desarrollo de la UE.
Según un estudio de 2016, la integración europea se profundiza a través de un proceso de "fracaso hacia adelante" mediante el cual,

"La negociación intergubernamental conduce a situaciones incompletas porque obliga a los estados con preferencias diversas a optar por soluciones de mínimo común denominador. La incompletitud desencadena entonces fuerzas que conducen a la crisis. Los Estados miembros responden acordando de nuevo soluciones con el mínimo común denominador, que abordan la crisis y conducen a una integración más profunda. Hasta la fecha, este ciclo secuencial de reforma fragmentada, seguido por el fracaso de las políticas, seguido de nuevas reformas, ha logrado sostener tanto el proyecto europeo como la moneda común."

## Unión Europea
La Unión Europea (UE) es una comunidad política democrática y de derecho, constituida en régimen sui géneris de organización internacional/supranacional fundada para propiciar y acoger la integración y gobernanza en común de los Estados y las naciones de Europa. Está compuesta por veintisiete Estados europeos y fue establecida con la entrada en vigor del Tratado de Maastricht el 1 de noviembre de 1993, aunque su predecesora data de 1951, con el Tratado de París. Se la describe como una unión supranacional de facto por diversas entidades y medios.
La organización que se convertiría en la UE se creó en el período de la posguerra de la Segunda Guerra Mundial. Sus pasos iniciales consistieron en impulsar la cooperación económica ya que —según la versión oficial— «el comercio produce una interdependencia entre los países que reduce las posibilidades de conflicto». Como resultado, la Comunidad Económica Europea (CEE/CE) fue creada en 1958 con el objetivo manifiesto de aumentar la cooperación económica entre sus seis países fundadores: Alemania, Bélgica, Francia, Italia, Luxemburgo y Países Bajos. Desde entonces, se han adherido veintidós países más (aunque en 2020 el Reino Unido salió de la UE) y se ha creado un mercado interior.
Para alcanzar sus objetivos comunes, los Estados de la Unión le atribuyen a esta determinadas competencias, ejerciendo una soberanía en común o compartida que se despliega a través de los cauces comunitarios. Así, con el Tratado de Maastricht, la supraestructura «Unión Europea» aunaba y se fundaba sobre las tres Comunidades Europeas preexistentes —la Comunidad Europea del Carbón y del Acero (CECA), la Comunidad Europea de la Energía Atómica (Euratom) y la CE— y les añadía la política exterior común y la cooperación judicial y policial, formando un sistema complejo conocido como «Los tres pilares». Sin embargo, con la entrada en vigor el 1 de diciembre de 2009 del Tratado de Lisboa, la Unión Europea sucedió, por completo aunque con ciertas particularidades, a las Comunidades Europeas y asumió con ello su personalidad jurídica única como sujeto de derecho internacional.
La Unión ha desarrollado un sistema jurídico y político, el comunitario europeo, que se rige por procedimientos de funcionamiento interno que conforman un sistema híbrido de gobierno transnacional que combina elementos próximos a la cooperación multilateral, si bien fuertemente estructurada e institucionalizada, con otros de vocación netamente supranacional. Todo esto desemboca en una comunidad de Derecho, cuya naturaleza jurídica y política es discutida, si bien sus elementos fundacionales y su evolución histórica apuntan a una forma de gobernanza supranacional con una inspiración histórico-política de vocación federal o confederal (federalismo europeo) —en el sentido de un federalismo internacional nuevo, no de un Estado federal clásico— que se detecta en ámbitos como la ciudadanía europea, los principios de primacía y efecto directo que le son aplicables a su ordenamiento jurídico en relación con los ordenamientos nacionales, el sistema jurisdiccional o la unión monetaria (el sistema del euro).
La UE se rige por un sistema interno en régimen de democracia representativa enmarcado en sus siete altas instituciones y el resto de la administración comunitaria. El Consejo Europeo marca las grandes orientaciones políticas generales, y propone al Parlamento a los jefes de las altas instituciones constitucionales; el Parlamento Europeo y el Consejo de la Unión que ejercen la potestad legislativa en igualdad de condiciones; la Comisión Europea que ejerce en exclusiva el poder de iniciativa legislativa, supervisa la aplicación del Derecho de la Unión, y ejecuta las políticas comunitarias; el Tribunal de Justicia que ejerce las labores jurisdiccionales supremas en el sistema jurídico comunitario —aplica judicialmente el Derecho de la Unión—; el Tribunal de Cuentas que supervisa y controla el buen funcionamiento y la adecuada administración de las finanzas y de los fondos comunitarios; y el Banco Central Europeo que dirige y aplica la política monetaria única de la eurozona.
Sin un relato europeo claro y pese la evolución institucional que supuso el Tratado de Lisboa, la UE ha tenido dificultades para enfrentar las numerosas crisis que se han presentado desde la entrada en vigor de dicho documento: la Gran Recesión, la Crisis del euro, la deuda soberana de Grecia, los conflictos con Rusia por sus relaciones con Ucrania, el número sin precedentes de refugiados provenientes de Ucrania, Asia y África, la confusión causada por la salida del Reino Unido, la guerra comercial, y la pandemia de COVID-19. Esta situación ha conducido al desarrollo de un proceso de reforma constitucional e institucional de la organización —que ha tomado fuerza desde finales de los años 2010— en el que el Gobierno Scholz de Alemania se ha comprometido con «la evolución de la UE hacia un Estado federal europeo».

### Desarrollo potencial
El Consejo Europeo abordará las reformas internas en sus próximas reuniones con vistas a adoptar, a más tardar en el verano de 2024, unas conclusiones sobre una hoja de ruta de los futuros trabajos.
Comunicado de prensa de diciembre de 2023.

La refundación de la Unión Europea es el proyecto que busca la reforma institucional y constitucional para adaptar a dicha organización a los futuros cambios globales y avanzar en la integración europea. Fue iniciado en 2017 y ha sido impulsado principalmente por la Comisión Europea y el denominado eje franco-alemán. Aunque el término «refundación» ha sido utilizado especialmente por el presidente de Francia, Emmanuel Macron y su gobierno, diferentes actores políticos se han referido a la situación empleando términos variados para reflejar la voluntad de aumentar la capacidad geopolítica, la autonomía estratégica o la soberanía de la Unión. Por ejemplo, durante la presidencia francesa del Consejo de la UE en 2022, el propio Macron utilizó como eslogan las palabras «relanzamiento, poder, pertenencia».
En medio de la tensión diplomática entre Rusia y la UE y la intensificación de la rivalidad entre China y Estados Unidos, la UE comenzó a debatir la noción de autonomía estratégica, que exige a la organización defender su soberanía y promover sus intereses de manera independiente. Dicha autonomía suele vincularse a la defensa, pero podría ir más allá, teniendo en cuenta que a nivel internacional las capacidades económicas y tecnológicas han ganado relevancia. Sin embargo, varios líderes europeos aspiran a dotar a la UE de las capacidades militares que consideran necesarias para garantizar su defensa en pos de conseguir la autonomía estratégica.
Entre tanto, en Estados Unidos, los gobiernos de Donald Trump y Joe Biden asumieron una postura de relativa ruptura respecto a la UE, lo que ha generado una «pérdida de confianza» en la relación bilateral dentro de la clase política y la opinión pública en la UE. Paralelamente las nuevas relaciones eurobritánicas, tras la salida del Reino Unido de la UE en 2020, se han desarrollado en medio de un reforzamiento de la angloesfera que ha chocado con algunos intereses de la UE.
Sin embargo, han sido dos los principales catalizadores que desde 2020 impulsan una serie de cambios de considerable magnitud en el bloque comunitario: la crisis de la pandemia de COVID-19 y la situación de la Unión tras la invasión rusa de Ucrania. Entre otros aspectos, ambas crisis pusieron en evidencia la dependencia exterior de la Unión para abastecerse de productos y materias primas de carácter estratégico. Ello, unido al creciente proteccionismo de competidores clave como China y Estados Unidos —en particular las leyes de este último aprobadas en 2022—, potenció la adopción de medidas comunitarias que buscan la reindustralización interior de la UE.
No obstante, desde que asumió sus funciones en 2017, el presidente Macron ya había abanderado propuestas en respaldo de su consigna de «refundar Europa». Pese a ello, en los primeros años de su gobierno, Macron no había obtenido el respaldo del gobierno de la canciller alemana Angela Merkel a sus iniciativas más ambiciosas dentro de la UE. Pero la situación cambió el 18 de mayo de 2020, cuando —en el marco de la crisis de la pandemia— ambos gobernantes presentaron un plan para la UE armonizado con varias acciones institucionales iniciadas en marzo de ese año, que fueron seguidas por una ola de anuncios sin precedentes. Esta dinámica despertó expectativas sobre Olaf Scholz —quien reemplazó a Merkel como canciller en diciembre de 2021— y su política europea enfocada en la evolución hacia el establecimiento de un «Estado federal» que no logró implementar antes de ser reemplazado por Friedrich Merz en 2025.
Ampliación potencial de la Unión Europea
La ampliación potencial de la Unión Europea (UE) refiere a las diferentes negociaciones —en proceso o hipotéticas— que eventualmente pueden conducir a la adhesión de nuevos Estados miembros dentro de esta organización internacional. Ello teniendo en cuenta que las Comunidades Europeas, fundadas en los años 50 del siglo XX, contaban originalmente con seis Estados fundadores, por lo que, además de la ampliación de contenidos de los antiguos tratados constitutivos de dichas Comunidades, la UE es el también el resultado de las sucesivas ampliaciones con la adhesión de nuevos Estados miembros. Por eso, ha crecido hasta los 28 miembros —cifra que se ha reducido a 27 tras el Brexit—, y varios estados más han solicitado su adhesión o se espera que lo hagan en los próximos años.

## Consejo de Europa
El Consejo de Europa (abr: CdE; en francés: Conseil de l'Europe, y en inglés: Council of Europe) es un organismo internacional de ámbito continental destinado a promover, mediante la cooperación de los Estados de Europa, la configuración de un espacio político y jurídico común en el continente, sustentado sobre los valores de la democracia, los derechos humanos y el imperio de la ley. 
Constituido por el Tratado de Londres el 5 de mayo de 1949, el Consejo de Europa es la más antigua de las organizaciones que persiguen los ideales de la integración europea, y es asimismo la única que integra en su seno a todos los Estados europeos, con la salvedad de Bielorrusia, Kazajistán, la Ciudad del Vaticano y Rusia; excluidos por ser sus regímenes políticos incompatibles con los principios que sustentan la pertenencia al Consejo. Así, el Consejo de Europa consta de 46 países miembros, todos los de la Europa entendida en su más amplia concepción geográfica. Ninguno de los estados europeos parcialmente reconocidos en el marco de las Naciones Unidas (Abjasia, Artsaj, Chipre del Norte, Kosovo, Osetia del Sur y Transnistria) es miembro actualmente del Consejo de Europa. Tienen el estatus de observadores la Santa Sede y cinco estados no europeos: Canadá, los Estados Unidos, Israel, Japón y México. Su pluralidad, sin embargo, no ha sido óbice para la emergencia cada vez más notoria de la Unión Europea como foro político y jurídico más relevante del proceso de integración europea.
El régimen jurídico del CdE se rige de conformidad con su Estatuto, aprobado por el Tratado fundacional de Londres, de 1949. Con el fin de alcanzar sus objetivos y desplegar adecuadamente sus atribuciones, el CdE consta de diversos órganos internos, entre los cuales una Asamblea parlamentaria, un Comité de Ministros y una Secretaría General, cuyas funciones se ejercen de manera coordinada integradas en el seno de una mecánica institucional propia, a través de la cual se conforma, se articula y se aplica la voluntad de la organización. Además, el CdE se ha venido dotando de diversos otros instrumentos institucionales autónomos, que han venido asumiendo el ejercicio de las nuevas funciones y facultades con que se ha dotado al CdE; el más relevante de estos organismos internacionales vinculados a la organización, por la trascendencia política y jurídica de su labor, es sin duda el Tribunal Europeo de Derechos Humanos.

## Asociación Europea de Libre Comercio
La Asociación Europea de Libre Comercio (AELC), también conocida por sus siglas en inglés EFTA (European Free Trade Association), es un bloque comercial (ALC) formado por Islandia, Liechtenstein, Noruega y Suiza. Creado el 4 de enero de 1960 por la Convención de Estocolmo como alternativa a la Comunidad Económica Europea (1957) e integrada inicialmente por Austria, Dinamarca, Reino Unido, Noruega, Portugal, Suecia y Suiza. Entró en vigor en junio de 1960. En 1961 entró Finlandia, en 1970 Islandia y en 1991 Liechtenstein.
La AELC agrupa a los países europeos que prefirieron no ingresar en la Unión Europea.
Su objetivo consiste en lograr la expansión económica y la estabilidad financiera de todos sus miembros. 
Tras el abandono de la AELC y entrada en la CEE del Reino Unido y Dinamarca en 1973, Portugal en 1986, Austria, Suecia y Finlandia en 1995, el papel de la AELC ha disminuido notablemente. Permanecen dos países alpinos: Liechtenstein y Suiza, los cuales son territorios tradicionalmente considerados de baja tributación; y dos países nórdicos, Noruega e Islandia, aunque este último inició los trámites para adherirse a la UE, sin embargo en marzo de 2015 retiró su candidatura y presumiblemente se mantenga como miembro de esta organización. Además, Noruega, Islandia y Liechtenstein están dentro del Espacio Económico Europeo, por lo en estos se aplica parte de la legislación de la Unión Europea en lo que respecta al Mercado Único Europeo.

## Comunidad Política Europea
La Comunidad Política Europea (CPE) es una plataforma y foro para debates políticos y estratégicos sobre el futuro de Europa. El grupo se reunió por primera vez en octubre de 2022 en Praga en una cumbre que contó con participantes de 47 países europeos —los Estados miembros de la Unión Europea y otros estados cercanos, incluido el Reino Unido.—, así como el presidente del Consejo Europeo y el presidente de la Comisión Europea.
El proyecto había sido propuesto por el presidente francés Emmanuel Macron con el objetivo de proporcionar una plataforma de coordinación de políticas para los países de todo el continente y fomentar el diálogo político y la cooperación para abordar cuestiones de interés común, a fin de fortalecer la seguridad, la estabilidad y la prosperidad del continente europeo.

## Organización para la Seguridad y la Cooperación en Europa
La Organización para la Seguridad y la Cooperación en Europa (OSCE), pretende ejercer de mediador entre los Estados miembros en tareas relacionadas con la prevención y gestión de conflictos, de modo que estimule un ambiente de confianza encaminado hacia la mejora de la seguridad colectiva. Tiene su origen en la CSCE (Conferencia sobre la Seguridad y la Cooperación en Europa), celebrada en Helsinki en 1975, y está conformada actualmente por 57 Estados: todos los países de Europa (incluidos la Federación Rusa y todos los Estados de la Unión Europea) más los de Asia Central, Mongolia y dos países de América del Norte (Canadá y Estados Unidos). Está reconocida como organismo regional conforme al capítulo VIII de la Carta de las Naciones Unidas. Su sede se encuentra en Viena, Austria.
Durante la Guerra Fría ejerció las funciones de foro de debate multilateral, que incluía a ambos bloques. Sus órganos no eran permanentes, y hasta la desaparición de la Unión Soviética su rol consistió en poner en contacto (mediante conferencias periódicas) a los Estados miembros, por lo que contribuyó a aliviar tensiones en un contexto especialmente complicado, de no-reconocimiento de las instituciones del adversario. Tras la desaparición del bloque soviético, la CSCE se vio obligada a repensar su identidad institucional, y con la Carta de París para una Nueva Europa, sus intereses se juntaron con los de los muchos Estados preocupados por los desafíos en materia de seguridad que el escenario posterior a la Guerra Fría había engendrado. Así, se le dotó de una serie de estructuras permanentes que acabaron por modificar la naturaleza temporal de la CSCE, que en 1994 cambió sus siglas a las actuales OSCE.
La Presidencia en Ejercicio es actualmente para todo el año 2024 por Malta. España ostentó la Presidencia en Ejercicio en 2007.

## Convenio sobre la Patente Europea
El Convenio sobre la Patente Europea (CPE) o Convenio de Múnich fue firmado el 5 de octubre de 1973, establece un procedimiento único de concesión de patentes entre los países miembros de dicho convenio (39 países en febrero de 2023), la mayoría miembros de la Unión Europea (UE). Por este tratado, una persona de cualquier país puede solicitar una patente que tenga validez en los países que designe, incluidos varios países de extensión.